# Сретен Стоянович
Сретен Стоянович (серб. кир.: Сретен Стојановић; 2 лютого 1898 — 29 жовтня 1960) — сербський і боснійський скульптор і мистецтвознавець.

## Біографія
Сретен Стоянович народився 15 лютого 1898 року в місті Приєдор в Боснії та Герцеговині, в домі православних священиків, які «проповідували віру в силу людей і які уявляли Росію як щось наше, або красивіше, більше, православніше, ближче до Бог і могутніший за все, що було німецьким чи турецьким», як він писав у своїй автобіографії. Він належав до " Руху молодої Боснії ", де його, як неповнолітнього учня середньої школи в Тузлі, засудили до 10 років ув'язнення. У Відні він вивчав скульптуру і на початку 1920-х рр. навчався у Парижі. З Драгішею Васичем та Владиславом Рібнікаром він подорожував Радянським Союзом у 1927 році.
Стоянович став скульптором після поїздки на навчання спочатку у Відень на початку 1918 року, а згодом у Париж. Він отримав стипендію від доктора Джуріки Джорджевича та його дружини Кристи, з якими він познайомився і згодом подружився. Він повернувся до Боснії відразу після закінчення війни, де брав участь у створенні першої Югославії, командував комітетом та нерегулярними військами.
У 1919 р. Стоянович поїхав до Парижа, щоб навчатись найкращих мистецьких студій.
Після переїзду до Белграда біографія Сретена втратила відчуття щасливої історії. Він серйозно і професійно починає творити, створюючи свою першу скульптурну студію, виставляє свої роботи на солістських та групових виставках, активно бере участь у мистецькому житті, пише мистецьку критику, видає дві книги, часто виступає на публіці та обговорює професійні чи соціальні проблеми.
Під час Другої світової війни він жив у Белграді з родиною, а коли війна закінчилася, він дізнався, що його брат, доктор Младен Стоянович, помер. Його брат був легендарним національним героєм і однією з ключових осіб партизанського руху Йосипа Броз Тіто в Західній Боснії. Після смерті брата Стоянович був головою Національного фронту в Белграді, секретарем Асоціації художників Югославії, головою Асоціації живописців Сербії, директором Художньої академії, редактором журналу «Мистецтво».
Помер у Белграді в 1960 році. Для свого рідного міста Приєдор він подарував частину своїх творів мистецтва.

## Галерея

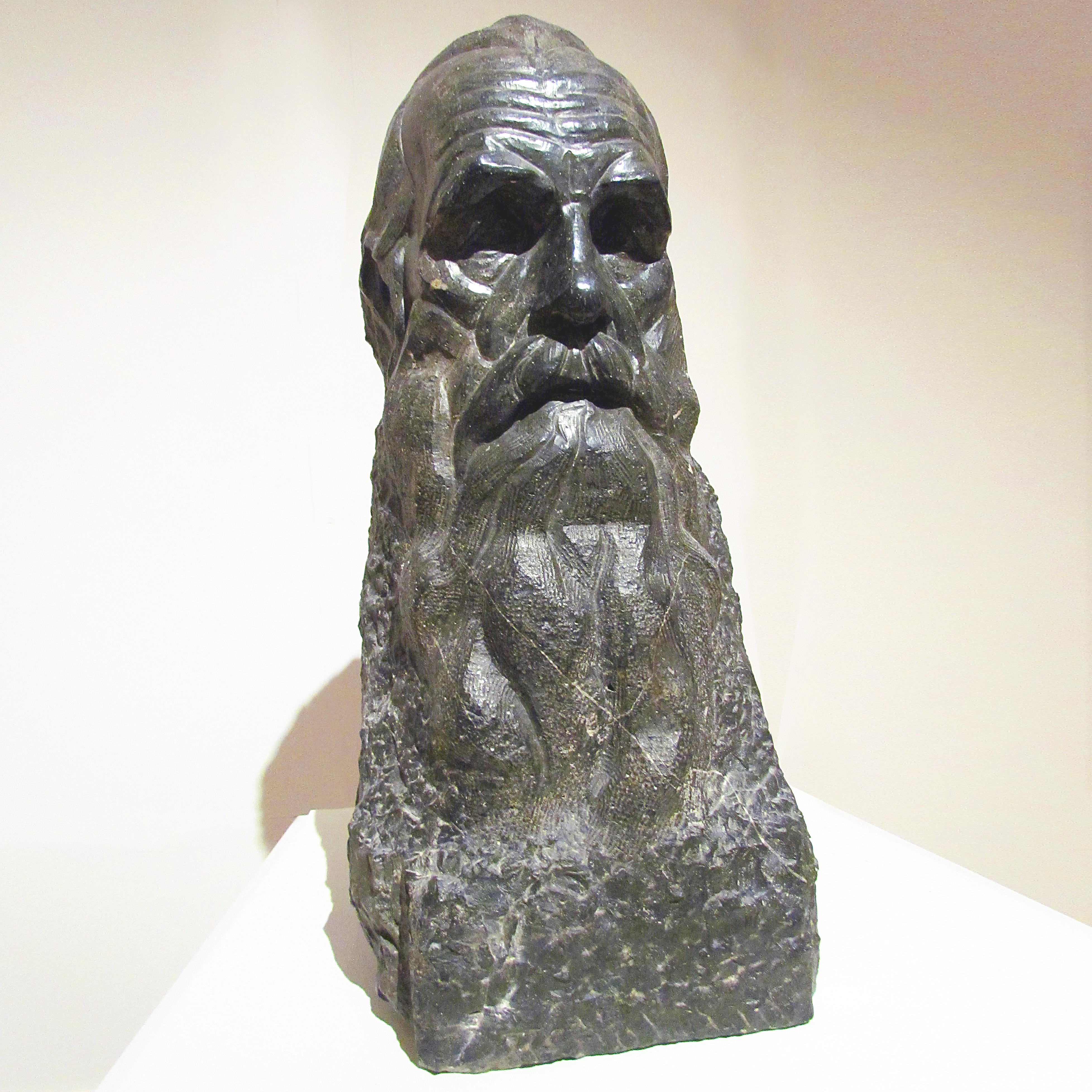
Мій батько (1919)
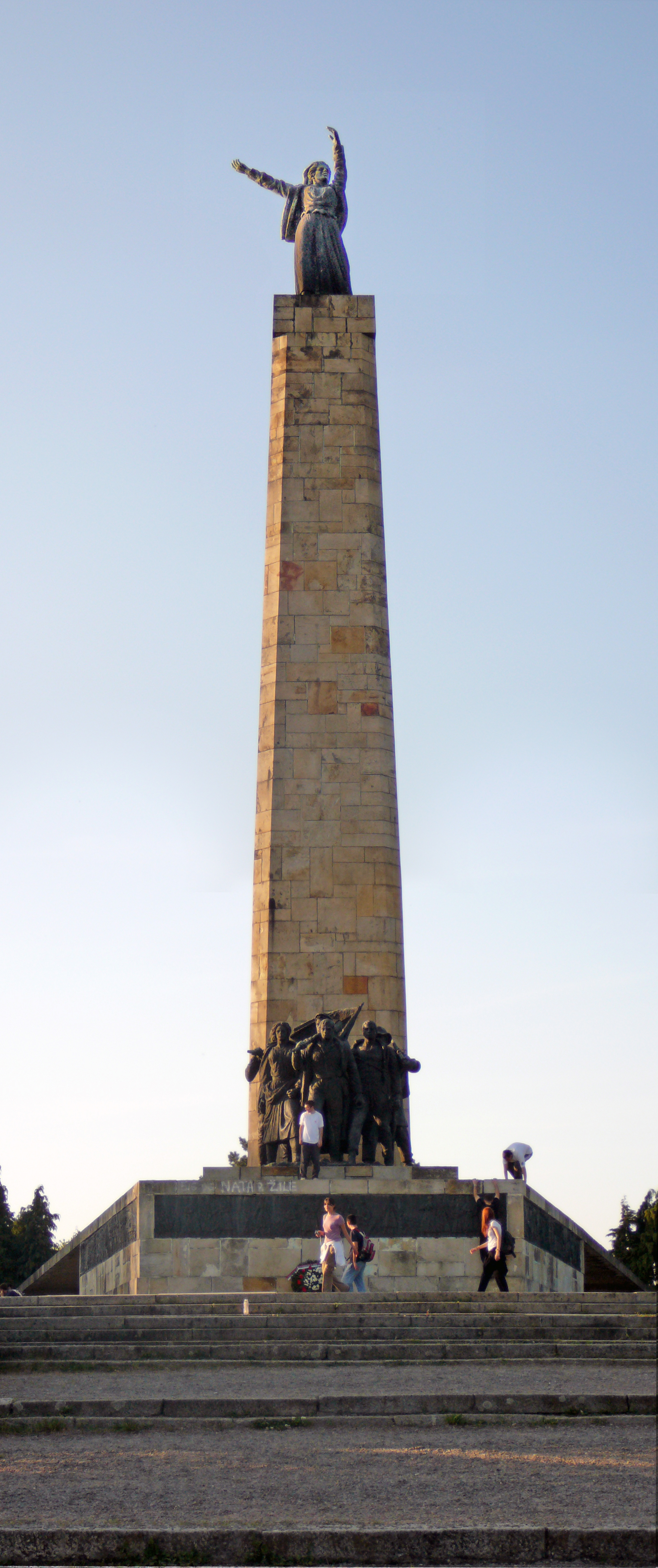
Пам'ятник Слободі на Фрушці-Горі (1951)
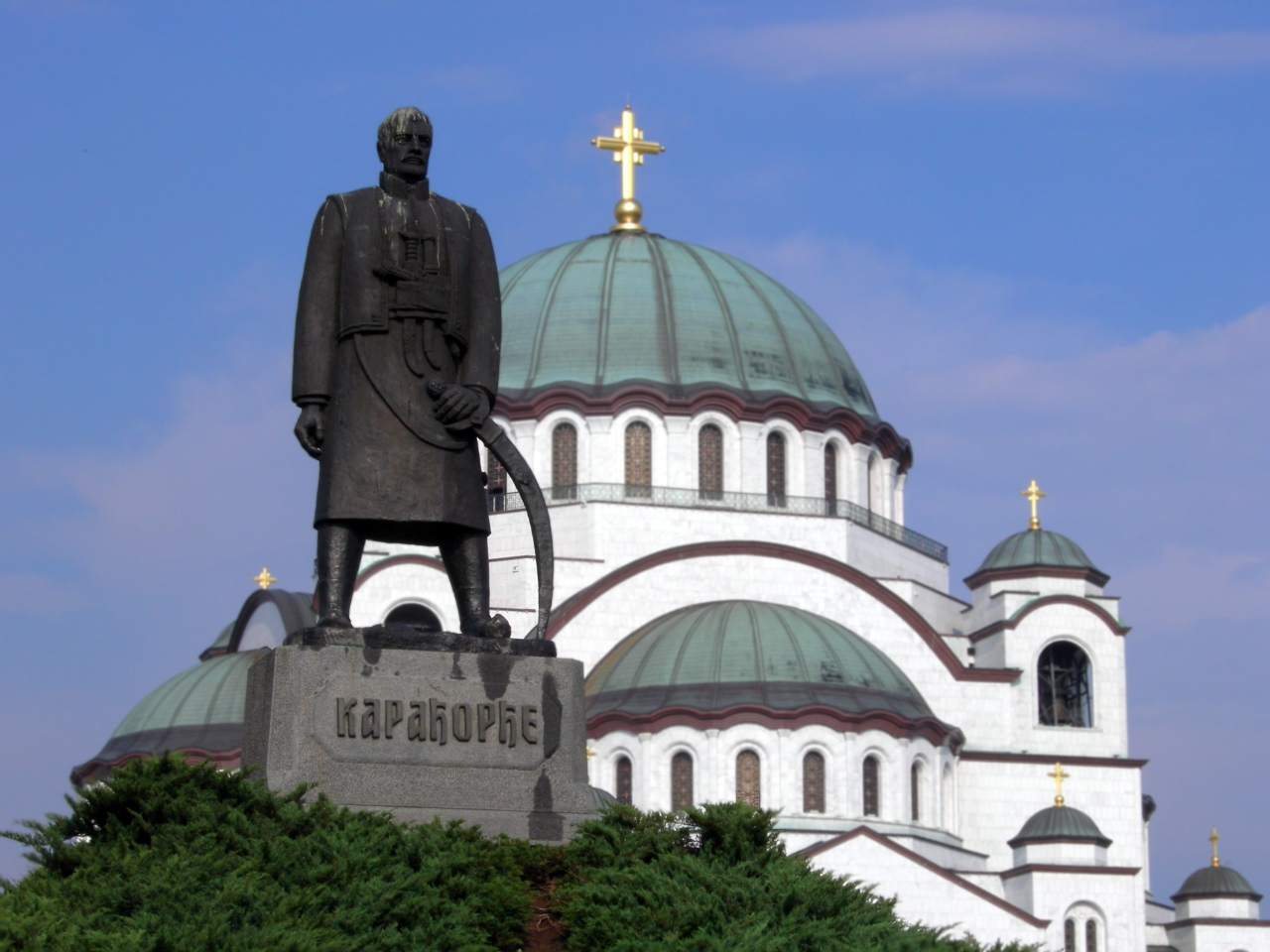
Пам’ятник Караджорджу Петровичу
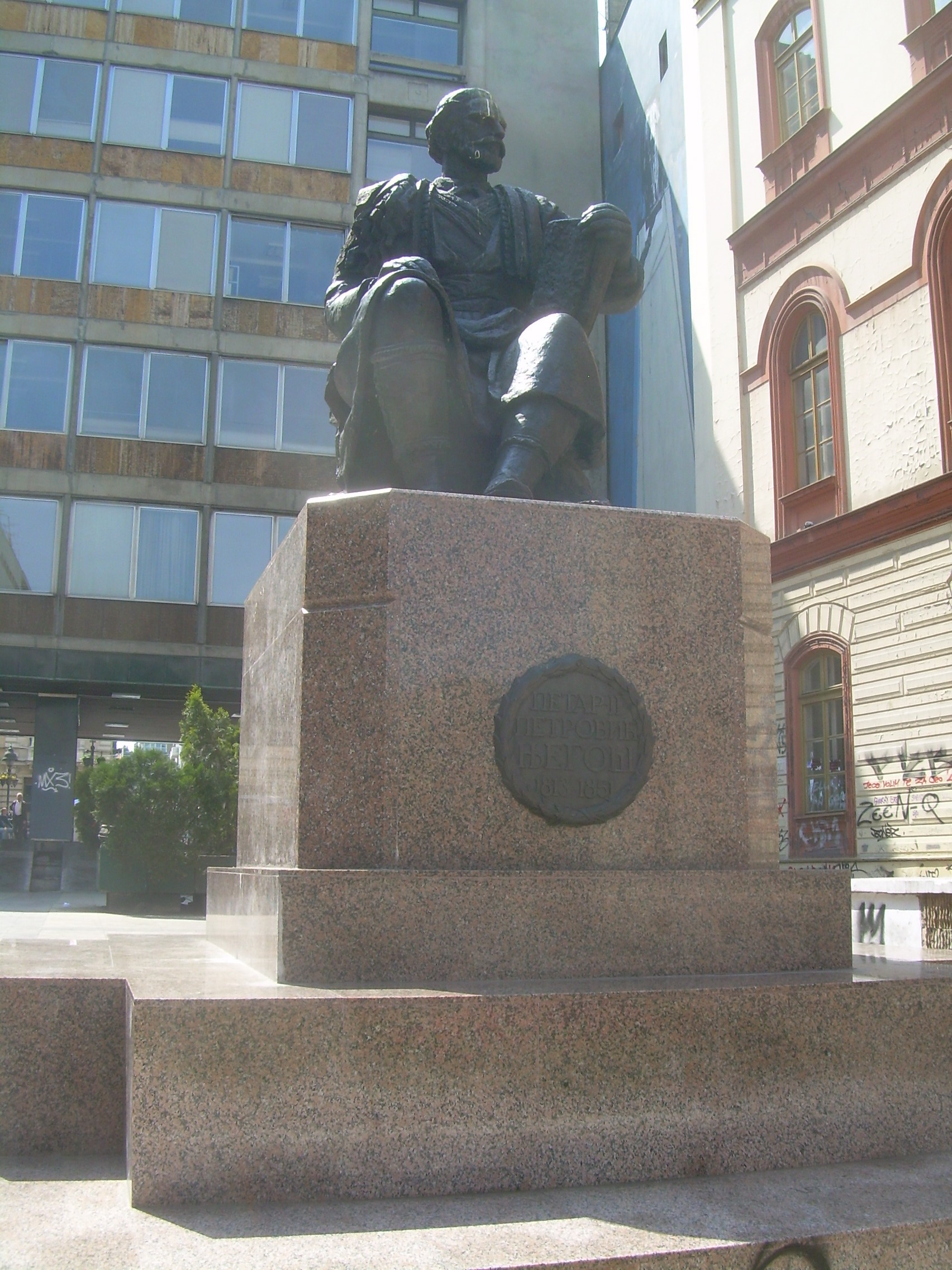
Пам’ятник Петру II Петровичу-Йогошу
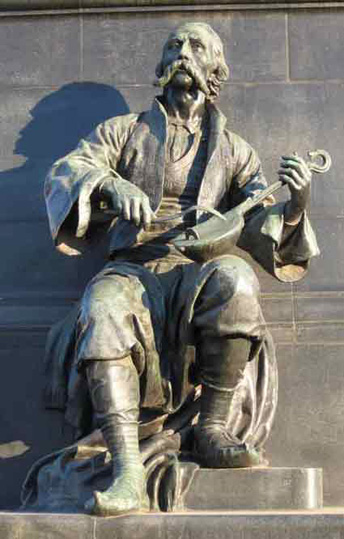
Пам’ятник Філіпу Вішнічу
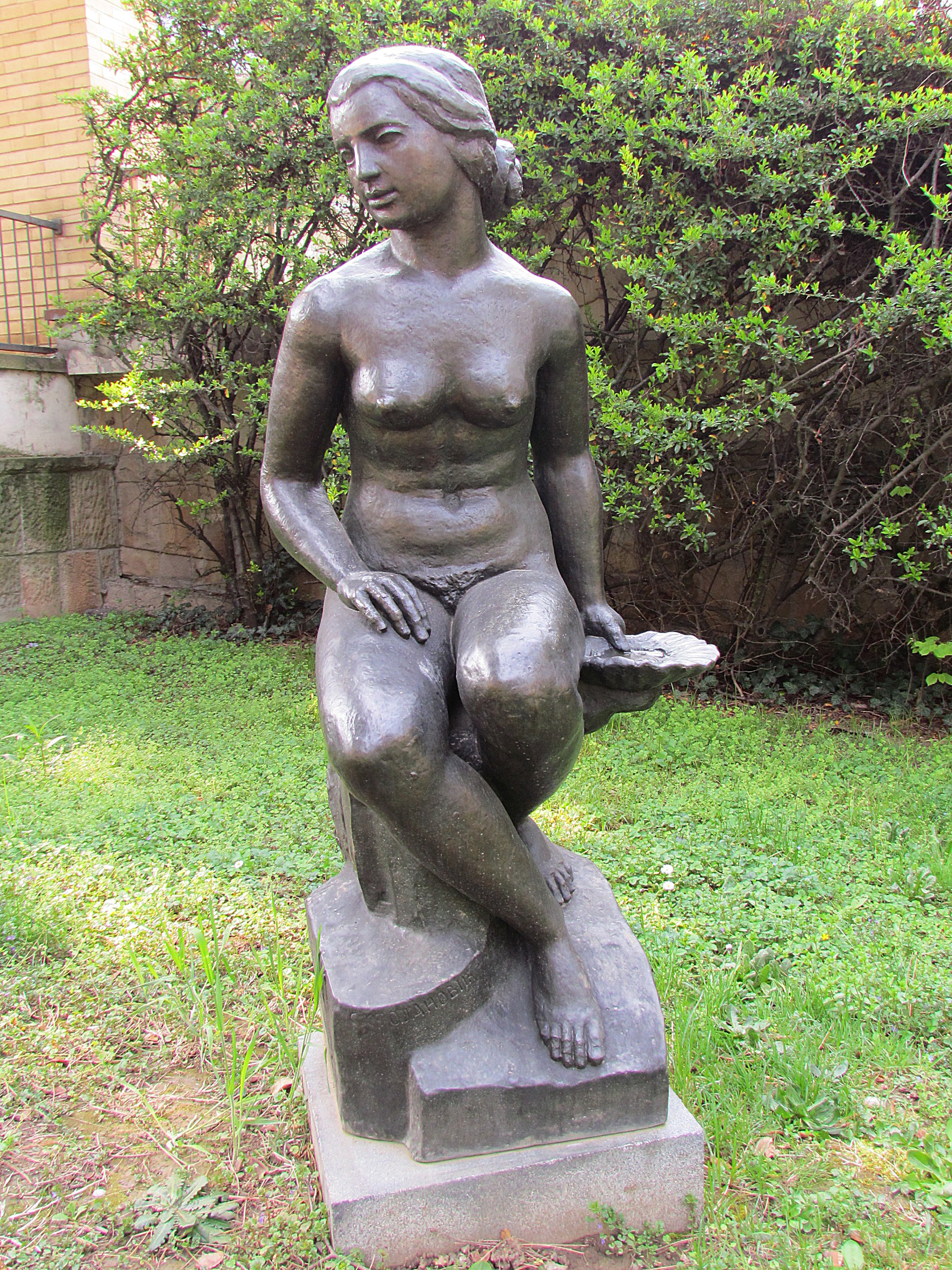
Фонтана,  Музей Югославії